# Harburger S-Bahn
| Streckennummer (DB): | 1271                                                          |                                                |                                                |
| Kursbuchstrecke (DB): | 101.3, 101.31                                                 |                                                |                                                |
| Streckenlänge: | 22,732 km mit Gleichstrom 22,262 km mit Wechselstrom 0,470 km |                                                |                                                |
| Spurweite: | 1435 mm (Normalspur)                                          |                                                |                                                |
| Stromsystem: | Stromschiene, 1200 V =                                        |                                                |                                                |
| Stromsystem: | 15 kV, 16,7 Hz ~                                              |                                                |                                                |
| Streckengeschwindigkeit: | 100 km/h                                                      |                                                |                                                |
| Zugbeeinflussung: | PZB S-Bahn Hamburg                                            |                                                |                                                |
| |                                                               |                                                |                                                |
| \| \| \| Verbindungsbahn von Altona \| \| \| \| \| City-S-Bahn von Altona \| \| \| \| \| U2 U4 \| \| \| \| 0,000 \| Übergang Verbindungsbahn/Stadtbahn \| Übergang Verbindungsbahn/Stadtbahn \| \| \| 0,177 \| Hamburg Hbf \| Hamburg Hbf \| \| \| \| U1 U3 \| \| \| \| 0,613 \| Strecke nach Aumühle \| Strecke nach Aumühle \| \| \| 1,540 \| Mittelkanal \| Mittelkanal \| \| \| 1,637 \| Hamburg-Hammerbrook \| Hamburg-Hammerbrook \| \| \| 2,240 \| Bille \| Bille \| \| \| 2,336 \| Billhorner Kanal \| Billhorner Kanal \| \| \| 2,565 \| nach HH-Rothenburgsort, nach HH-Allermöhe \| nach HH-Rothenburgsort, nach HH-Allermöhe \| \| \| 2,670 \| Oberhafenkanal \| Oberhafenkanal \| \| \| 2,992 \| Hamburg-Elbbrücken \| Hamburg-Elbbrücken \| \| \| 3,246 \| Norderelbbrücke \| Norderelbbrücke \| \| \| 4,600 \| Müggenburger Durchfahrt \| Müggenburger Durchfahrt \| \| \| 4,620 \| Hamburg-Veddel \| Hamburg-Veddel \| \| \| 5,625 \| Dove Elbe \| Dove Elbe \| \| \| 7,232 \| Hamburg-Wilhelmsburg (S-Bahn) \| Hamburg-Wilhelmsburg (S-Bahn) \| \| \| 8,410 \| Kuckuckswettern \| Kuckuckswettern \| \| \| 9,389 \| Wilhelmsburger Wettern \| Wilhelmsburger Wettern \| \| \| 10,148 \| Süderelbbrücke \| Süderelbbrücke \| \| \| 10,448 \| Diamantengraben \| Diamantengraben \| \| \| 10,895 \| Neue Mohrwettern \| Neue Mohrwettern \| \| \| 10,908 \| \| \| \| \| 12,332 \| Hamburg-Harburg nach Lehrte, nach Wanne-Eickel \| Hamburg-Harburg nach Lehrte, nach Wanne-Eickel \| \| \| 13,227 \| Hamburg-Harburg Rathaus \| Hamburg-Harburg Rathaus \| \| \| 14,506 \| Hamburg-Heimfeld \| Hamburg-Heimfeld \| \| \| 15,330 \| \| \| \| \| 17,618 \| Hamburg-Hausbruch (Üst) \| Hamburg-Hausbruch (Üst) \| \| \| 17,630 \| A 7 \| A 7 \| \| \| 20,432 \| Hamburg-Neuwiedenthal \| Hamburg-Neuwiedenthal \| \| \| 21,518 \| Scheidebach \| Scheidebach \| \| \| 22,126 \| Hamburg-Neugraben \| Hamburg-Neugraben \| \| \| 22,875 \| Systemwechselstelle Gleichstrom/Wechselstrom \| Systemwechselstelle Gleichstrom/Wechselstrom \| \| \| 23,345 \| Niederelbebahn nach Cuxhaven \| Niederelbebahn nach Cuxhaven \| \| \| \| \| \| \| Quellen: [1][2] \| \| \| \| |                                                               |                                                |                                                |
| Strecke |                                                               | Verbindungsbahn von Altona                     | Verbindungsbahn von Altona                     |
| Abzweig geradeaus und von rechts |                                                               | City-S-Bahn von Altona                         | City-S-Bahn von Altona                         |
| Kreuzung mit U-Bahn mit Tunnelstrecke (Querstrecke außer Betrieb) |                                                               | U2 U4                                          | U2 U4                                          |
| Kilometer-Wechsel | 0,000                                                         | Übergang Verbindungsbahn/Stadtbahn             | Übergang Verbindungsbahn/Stadtbahn             |
| Bahnhof mit S-Bahn-Halt | 0,177                                                         | Hamburg Hbf                                    | Hamburg Hbf                                    |
| Kreuzung mit U-Bahn mit Tunnelstrecke (Querstrecke außer Betrieb) |                                                               | U1 U3                                          | U1 U3                                          |
| Strecke von links · Abzweig geradeaus, nach links und nach rechts | 0,613                                                         | Strecke nach Aumühle                           | Strecke nach Aumühle                           |
| Strecke unter Wasserlauf Anfang Hochstrecke | 1,540                                                         | Mittelkanal                                    | Mittelkanal                                    |
| S-Bahn-Halt | 1,637                                                         | Hamburg-Hammerbrook                            | Hamburg-Hammerbrook                            |
| Strecke unter Wasserlauf | 2,240                                                         | Bille                                          | Bille                                          |
| Strecke unter Wasserlauf | 2,336                                                         | Billhorner Kanal                               | Billhorner Kanal                               |
| Abzweig geradeaus, nach links und von links · Kreuzung geradeaus oben | 2,565                                                         | nach HH-Rothenburgsort, nach HH-Allermöhe      | nach HH-Rothenburgsort, nach HH-Allermöhe      |
| Strecke · Strecke unter Wasserlauf Ende Hochstrecke | 2,670                                                         | Oberhafenkanal                                 | Oberhafenkanal                                 |
| Strecke · S-Bahn-Halt | 2,992                                                         | Hamburg-Elbbrücken                             | Hamburg-Elbbrücken                             |
| Brücke über Wasserlauf · Brücke über Wasserlauf | 3,246                                                         | Norderelbbrücke                                | Norderelbbrücke                                |
| Brücke über Wasserlauf · Brücke über Wasserlauf | 4,600                                                         | Müggenburger Durchfahrt                        | Müggenburger Durchfahrt                        |
| Strecke · S-Bahn-Halt | 4,620                                                         | Hamburg-Veddel                                 | Hamburg-Veddel                                 |
| Brücke über Wasserlauf · Brücke über Wasserlauf | 5,625                                                         | Dove Elbe                                      | Dove Elbe                                      |
| Strecke · S-Bahnhof | 7,232                                                         | Hamburg-Wilhelmsburg (S-Bahn)                  | Hamburg-Wilhelmsburg (S-Bahn)                  |
| Brücke über Wasserlauf · Brücke über Wasserlauf | 8,410                                                         | Kuckuckswettern                                | Kuckuckswettern                                |
| Brücke über Wasserlauf · Brücke über Wasserlauf | 9,389                                                         | Wilhelmsburger Wettern                         | Wilhelmsburger Wettern                         |
| Brücke über Wasserlauf · Brücke über Wasserlauf | 10,148                                                        | Süderelbbrücke                                 | Süderelbbrücke                                 |
| Brücke über Wasserlauf · Brücke über Wasserlauf | 10,448                                                        | Diamantengraben                                | Diamantengraben                                |
| Brücke über Wasserlauf | 10,895                                                        | Neue Mohrwettern                               | Neue Mohrwettern                               |
| Tunnelanfang | 10,908                                                        |                                                |                                                |
| Abzweig nach links und von links | 12,332                                                        | Hamburg-Harburg nach Lehrte, nach Wanne-Eickel | Hamburg-Harburg nach Lehrte, nach Wanne-Eickel |
| S-Bahnhof (im Tunnel) | 13,227                                                        | Hamburg-Harburg Rathaus                        | Hamburg-Harburg Rathaus                        |
| S-Bahn-Halt (im Tunnel) | 14,506                                                        | Hamburg-Heimfeld                               | Hamburg-Heimfeld                               |
| Strecke · Tunnelende | 15,330                                                        |                                                |                                                |
| Dienststation / Betriebs- oder Güterbahnhof · Überleitstelle / Spurwechsel | 17,618                                                        | Hamburg-Hausbruch (Üst)                        | Hamburg-Hausbruch (Üst)                        |
| Strecke mit Straßenbrücke Streckenanfang · Strecke mit Straßenbrücke Streckenende | 17,630                                                        | A 7                                            | A 7                                            |
| Strecke · S-Bahn-Halt | 20,432                                                        | Hamburg-Neuwiedenthal                          | Hamburg-Neuwiedenthal                          |
| Brücke über Wasserlauf · Brücke über Wasserlauf | 21,518                                                        | Scheidebach                                    | Scheidebach                                    |
| Bahnhof · S-Bahnhof | 22,126                                                        | Hamburg-Neugraben                              | Hamburg-Neugraben                              |
| Strecke · Kilometer-Wechsel | 22,875                                                        | Systemwechselstelle Gleichstrom/Wechselstrom   | Systemwechselstelle Gleichstrom/Wechselstrom   |
| Verschwenkung nach links · Verschwenkung nach rechts | 23,345                                                        | Niederelbebahn nach Cuxhaven                   | Niederelbebahn nach Cuxhaven                   |
| |                                                               |                                                |                                                |
| Quellen: |                                                               |                                                |                                                |

Die Harburger S-Bahn ist eine 22,732 Kilometer lange Eisenbahnstrecke im Süden Hamburgs. 22,262 km sind mit 1200 V Gleichspannung über seitliche Stromschienen elektrifiziert, die restlichen 470 m mit 15 kV und 16,7 Hz Wechselspannung über Oberleitung. 4,422 km der Strecke verlaufen im Tunnel. Sie beginnt am Hamburger Hauptbahnhof und führt über Harburg nach Neugraben. Sie verläuft zu einem Großteil parallel zur Eisenbahnstrecke Hamburg–Harburg und auf ihrem südwestlichen Teil zur Niederelbebahn und wird von den Hamburger S-Bahn-Linien S3 und S5 befahren, letztere über Neugraben hinaus bis Buxtehude und Stade.

## Verlauf

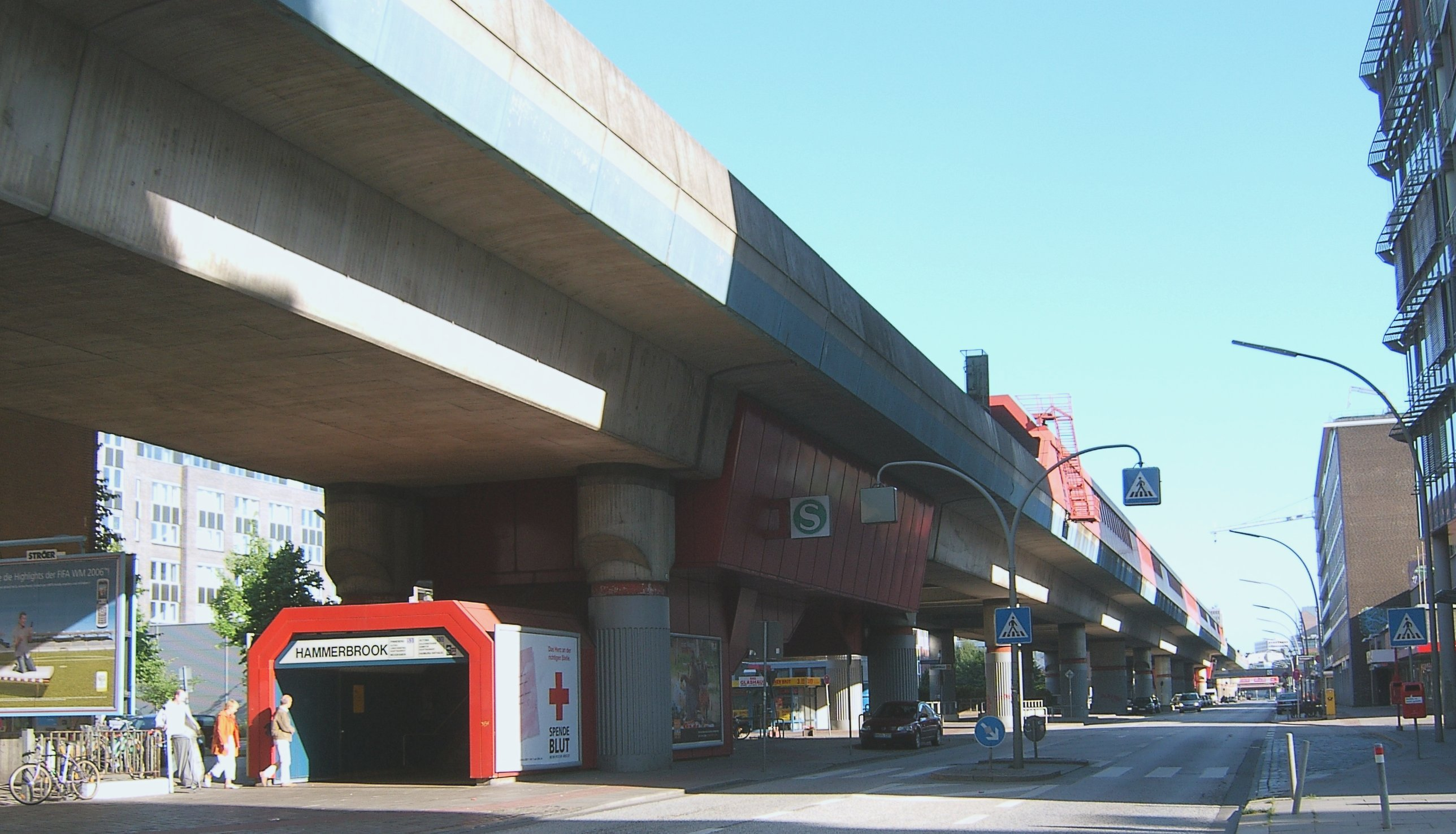
Viaduktstrecke in Hammerbrook

Die Strecke zweigt im Hauptbahnhof 436 Meter südöstlich der Bahnhofshalle von der Bergedorfer S-Bahn ab, wo sie nach einer steilen Rampe die Gleise der Fernbahn nach Berlin und Lübeck überquert. Nachdem der auf einem Betonviadukt liegenden zum Hauptbahnhof gehörenden Bahnhofsteil Hammerbrook passiert wurde, überquert die Strecke die südliche Güterumgehungsbahn, erreicht den am 15. Dezember 2019 eröffneten Haltepunkt Elbbrücken mit Umsteigemöglichkeit zur U-Bahn-Linie U4 und überquert im Anschluss die Norderelbe. Von hier an ist ihr Verlauf direkt östlich parallel zur Güterumgehungsbahn und der Fernbahnstrecke nach Harburg. Weiter südlich folgen die Haltepunkte Veddel und Wilhelmsburg. Direkt südlich der Süderelbbrücke schwenkt die S-Bahn-Strecke von den übrigen Gleisen in einen Tunnel Richtung Westen ab. In diesem wird nacheinander die Station Harburg, der dreigleisige Kehrbahnhof Harburg-Rathaus und der Haltepunkt Heimfeld passiert, bevor die Strecke wieder an der Oberfläche und parallel zur Niederelbebahn verläuft. Nach Passieren der Station Neuwiedenthal folgt der Bahnhof Neugraben, wo sich eine Abstellanlage befindet. Im Bahnhof liegt eine Systemwechselstelle, wo die S-Bahn-Triebwagen von Stromschiene auf Oberleitung wechseln. Die Züge nutzen dann die Gleise der Niederelbebahn, die in den Jahren 2006/2007 S-Bahn-tauglich ausgebaut wurde.

## Geschichte
Nach der Eingliederung der vorher preußischen Stadt Harburg-Wilhelmsburg nach Hamburg 1937 wurde der Streckenabschnitt Harburg–Neugraben in den Tarif der Hamburger S-Bahn einbezogen. Nach Gründung des Hamburger Verkehrsverbundes (HVV) im Jahr 1967 wurde diese Linie als „S3“ bezeichnet, auf der jedoch weiterhin lokbespannte Züge verkehrten.
Zwischen Hamburg Hauptbahnhof und dem Bahnhof Hamburg-Harburg wurden die Fernbahngleise genutzt.
Wegen der starken Zerstörung des Hamburger Hafens wurden die Haltepunkte Oberhafen und Elbbrücke nach 1945 nicht wieder in Betrieb genommen.
Der Nahverkehr auf der Eisenbahntrasse wurde bis zur Inbetriebnahme der Harburger S-Bahn von Süden her auf den drei Strecken aus Cuxhaven–Stade–Buxtehude–Neugraben (Niederelbebahn), Bremen–Tostedt–Buchholz (Bahnstrecke Wanne-Eickel–Hamburg) und Hannover–Celle–Uelzen–Lüneburg (Bahnstrecke Lehrte–Hamburg-Harburg), die im Bahnhof Harburg zusammentreffen, durchgeführt. Auf dem gemeinsamen Abschnitt von dort bis zum Hamburger Hauptbahnhof findet der Nahverkehr dieser vorgenannten Zuführungsstrecken statt. Die Züge fuhren, wie damals üblich, auch nördlich von Harburg nicht im Takt. Da nicht alle in den nun einzigen Unterwegsstationen Wilhelmsburg und Veddel hielten, waren die Abfahrten zweier Züge teilweise gleichzeitig. Manchmal wurde im 5-Minuten-Abstand gefahren, dann entstand wieder eine 25-minütige Lücke bei den Nahverkehrszügen, die hier seit den 1930er-Jahren auch zum verbilligten S-Bahn-Tarif benutzbar waren.
Während die Bevölkerung in den Hamburger Stadtteilen Hausbruch und Neugraben-Fischbek in den 1960er und 1970er Jahren durch den Bau neuer Großsiedlungen stark anwuchs, blieb die Verbindung ins Hamburger Stadtzentrum mangelhaft: Um den Hamburger Hauptbahnhof zu erreichen, war ein Richtungswechsel im Bahnhof Harburg mit Kreuzung der Streckengleise erforderlich. Zudem gab es keinen Taktfahrplan.
Am 24. September 1983 nahm die gleichstrombetriebene S-Bahn vom Hamburger Hauptbahnhof nach Harburg Rathaus den Betrieb auf. Die neue Verbindung wurde zwischen Hauptbahnhof und Berliner Tor aus der Stadtbahn ausgefädelt. Im weiteren Verlauf entstand auf der aufgeständerten Strecke der Haltepunkt Hammerbrook, der ein im Zweiten Weltkrieg zerstörtes Gebiet erschloss. Zwischen den Hamburger Elbbrücken und Harburg verläuft die Trasse östlich der hier viergleisigen Fernbahn. Die Haltepunkte Veddel und Wilhelmsburg wurden durch neue Anlagen ersetzt, die neue Station Wilhelmsburg entstand weiter südlich zusammen mit einer Busumsteigeanlage.
1984 wurde die gleichstrombetriebene S-Bahn-Strecke aus der Harburger Innenstadt bis Neugraben verlängert. Ihre Trasse verläuft ab dem Stadtteil Heimfeld auf ca. sieben Kilometer Länge südlich parallel zur Niederelbebahn.
Nahe der Großsiedlung Neuwiedenthal entstand ein neuer S-Bahn-Haltepunkt gleichen Namens. Der Neugrabener Bahnhof wurde auf fünf Gleise nebst Abstellanlage erweitert und das gründerzeitliche Empfangsgebäude durch eine Umsteigeanlage im Betonstil der 1980er-Jahre ersetzt. Auf eine Verlängerung der S-Bahn in das ebenfalls dicht besiedelte Fischbek wurde verzichtet, um die Bedeutung des neu entstandenen (Einkaufs-)Zentrums in Neugraben nicht zu schmälern.
Mit Eröffnung dieser neuen S-Bahn-Strecke wurden die Stationen Unterelbe, Tempo-Werk und Hausbruch an der alten nördlichen Trasse aufgegeben.
Seit dem Fahrplanwechsel im Dezember 2007 wurde auch der Betrieb der Hamburger S-Bahn von Neugraben über Buxtehude bis nach Stade erweitert. Dabei werden neu- bzw. umgebaute Zweisystem-S-Bahn-Triebwagen der Baureihe 474.3 und seit Ende der 2010er Jahre auch der Baureihe 490 eingesetzt. Diese fahren im Mischbetrieb mit den Regionalzügen von Start Unterelbe (bis 2018 Metronom) und Güterzügen und nutzen auf der neu befahrenen Strecke die Wechselstrom-Oberleitung. Außerdem wurde ein zusätzlicher Haltepunkt in Fischbek eingerichtet.
Der Haltepunkt Elbbrücken wurde nachträglich gebaut und ging am 15. Dezember 2019 in Betrieb.